# کترینگهم
کترینگهم (به انگلیسی: Ketteringham) یک روستا و محله مدنی در بریتانیا است که در South Norfolk واقع شده‌است. کترینگهم ۶٫۵۰ کیلومتر مربع مساحت و ۱۷۸ نفر جمعیت دارد.